# MONA新浦安
35°38′56″N 139°54′47″E / 35.649°N 139.912917°E
MONA新浦安（もなしんうらやす），是日本千葉縣浦安市的商業設施，由LaLaport所經營。從JR東日本京葉線新浦安站東口直接連接。以前該設施為小田急GROUP的子公司Building Service經營。

## 主要承租
- 大丸Peacock
- 無印良品
- 山野樂器
- 麥當勞
- Doutor Coffee
- 北村相機

## 外部連結
- MONA新浦安 （页面存档备份，存于）